# Jazz (album de Ry Cooder)
Pour les articles homonymes, voir Jazz (homonymie).
Albums de Ry Cooder
Showtime
(1977) Bop till You Drop
(1979)
Jazz (1978) est le 7e album du guitariste, chanteur et compositeur américain, Ry Cooder.

## Présentation
Ry Cooder interprète des morceaux de jazz de la fin des années 1800 et début des années 1900.

## Titres de l’album
1. Big Bad Bill (Is Sweet William Now) (Ager, Yellen) - 3:34
2. Face to Face That I Shall Meet Him (Traditionnel) - 3:16
3. The Pearls/Tia Juana (Jelly Roll Morton) - 4:18
4. The Dream Jack The Bear (Pickett) - 5:03
5. Happy Meeting in Glory (Traditionnel) - 3:13
6. In a Mist (Bix Beiderbecke) - 2:05
7. Flashes (Bix Beiderbecke) - 2:17
8. Davenport Blues (Bix Beiderbecke) - 2:01
9. Shine (Brown, Dabney, Mack) - 3:43
10. Nobody (Williams) - 5:07
11. We Shall Be Happy (Traditionnel) - 3:13

## Musiciens
- Ry Cooder - guitare, guitare basse, mandoline, chant
- Jimmy Adams - voix
- Randy Allcroft - trombone
- Chuck Berghofer - guitare basse
- George Bohannon - cor
- Stuart Brotman - cymbales
- Red Callender - guitare basse, tuba
- Tom Collier - percussions
- Chuck Domanico - guitare basse
- Cliff Givens - voix
- Mario Guarneri - cor
- Earl Hines - piano
- Bill Hood - saxophone
- Bill Johnson - voix
- David Lindley - guitare, mandoline
- Simon Pico Payne - voix
- Tom Pedrini - guitare basse
- Pat Rizzo - saxophone
- John Rodby - claviers
- Willie Schwartz - clarinette
- David Sherr - clarinette
- Barbara Starkey - claviers
- Mark Stevens - batterie